# Burgundofarones
Die Burgundofarones waren eine Familie des fränkischen Adels vermutlich burgundischer Herkunft zur Zeit der Merowinger. Ihren Besitz und ihr Machtzentrum hatten sie  in Meaux und Umgebung östlich von Paris sowie bei Louvres nördlich von Paris. In der ersten Hälfte des 7. Jahrhunderts treten die Burgundofaronen in der Führungsschicht des fränkischen Teilreichs Austrien auf. Neben den Beziehungen zum Königtum waren es die zum Missionar Columban und zum von ihm gegründeten Kloster Luxeuil in der nördlichen Franche-Comté, die ihre Bedeutung ausmachen.

## Stammliste
1. Gundovald, † ermordet um 685, von König Guntram I. († 592) als Comes im Pagus Meldensis um den Hauptort Meaux eingesetzt
  1. Chagnerich (* um 565, † um 633) vir illustris und conviva des Königs Theudebert II. († 612), ab etwa 685 Comes im Pagus Meldensis; ⚭ (1) Leudegund; ⚭ (2) NN
    1. (1) Chagnoald, Bischof von Laon 626/627 – vor 633/634
    2. (1) Chagnulf, † ermordet 641, Comes im Pagus Meldensis, in der Umgebung des Königs Dagobert I. bezeugt[1]; er wurde als Graf von Augers-en-Brie (Seine-et-Marne) ermordet[2]
    3. (1) Burgundofaro, Bischof von Meaux nach 627 – 673/675, dort Gründer des Klosters Saint-Faron, in der Umgebung des Königs Dagobert I. bezeugt
    4. (1) Burgundofara, † nach 633/634, Gründerin und erste Äbtissin der Abtei Faremoutiers (Farae monasterium)
    5. (1) Agnetrade, † nach 633/634[3]
    6. (2) Gibiltrudis

  2. Chagnoald, in Reims ansässig
  3. Autharius (* um 570; † um 620 in Jouarre), mit Besitz in Soissons und Meaux; ⚭ (1) bis um 600 Moda; ⚭ (2) nach 600 Aiga[4]
    1. (1) Ermenradus und Ermenulfus, Gründer der Doppelabtei Notre-Dame de Jouarre
    2. (2) Ado (* um 602 in Sancy-les-Cheminots; † 670 in Jouarre), Gründer eines Klosters im Jura und des Klosters Rebais (Rebascum) im Bistum Meaux.
    3. (2) Audoenus (Saint Ouen, * um 609 in Sancy-les-Cheminots; † 24. August 684 in Clichy bei Paris, Bischof von Rouen, Gründer der Klosters Rebais
    4. (2) Rado, 613–616/617 Hausmeier von Austrasien, Mitgründer des Klosters Rebais, Gründer des Klosters Reuil-en-Brie
    5. (2) Magnafleda

Vermutlich ein weiterer Angehöriger der Familie ist ein jüngerer Chagnerich in der Umgebung des Königs Chlothar III., der 693 als comes genannt wird.